# Luis García Cortina
Luis García Cortina, auch bekannt unter dem Spitznamen Titi, ist ein ehemaliger mexikanischer Fußballspieler auf der Position eines Stürmers.

## Leben

### Vereine
„Titi“ García Cortina begann seine aktive Laufbahn in der damaligen Hauptstadtliga von Mexiko-Stadt im Alter von 19 Jahren beim Real Club España, mit dem er in den Spielzeiten 1933/34 und 1935/36 zwei Meistertitel gewann. 
Vor der erst im Anschluss an die eigentliche Saison ausgetragenen Pokalrunde der Saison 1937/38 im Jahr 1938 wechselte er zum amtierenden Meister Necaxa und noch vor der neuen Saison 1938/39 zum  Club América. Als Anfang 1940 der argentinische CA Vélez Sársfield eine Reise nach Mexiko unternahm, um einige Freundschaftsspiele zu absolvieren, wurden die Gauchos auf „Titi“ aufmerksam und holten ihn nach Argentinien. Im Februar 1940 wechselte García Cortina nach Argentinien und war dort nicht nur der erste mexikanische Spieler überhaupt, sondern entwickelte sich auch schnell zu einem Publikumsliebling. Im Juni desselben Jahres folgte ihm sein langjähriger Freund Luis „Pirata“ de la Fuente. Das Blatt begann sich zu wenden, als es zum Trainerwechsel kam und der neue Trainer die beiden Mexikaner regelmäßig auf die Bank verbannte. Daher verließen die beiden Freunde im März 1941 Vélez Sársfield und kehrten nach Mexiko zurück, wo „Titi“ García Cortina am 30. März 1941 erneut bei seinem Exverein  América anheuerte. Dort spielte er noch zwei Jahre, zog sich aber mit Einführung der Profiliga 1943 aus dem aktiven Fußball zurück und widmete sich beruflich fortan seinem neuen Hobby, der Fliegerei. Den Beruf des Piloten übte García Cortina etwa dreißig Jahre lang aus. 

### Nationalmannschaft
Zwischen 1935 und 1938 bestritt „Titi“ García Cortina insgesamt acht Länderspiele, in denen er fünf Tore erzielte. Sein erstes Länderspieltor erzielte er sogleich bei seinem Länderspieldebüt für die  mexikanische Nationalmannschaft im Rahmen der Zentralamerikanischen Meisterschaften am 27. März 1935 gegen den Gastgeber El Salvador. Sein Tor in der 51. Minute zur 2:1-Führung bereitete letztendlich den Weg zum späteren 8:1-Kantersieg der Mexikaner. Sein zweites Tor gelang ihm bereits am Folgetag gegen Guatemala (5:1). Ein weiteres Tor erzielte er beim 7:3-Testspielsieg gegen die USA am 19. September 1937, bevor ihm bei den nächsten Zentralamerikanischen Meisterschaften 1938 ein „Doppelpack“ zum 6:0-Sieg gegen El Salvador am 18. Februar 1938 gelang.

## Erfolge

### Verein
- Mexikanischer Meister: 1933/34, 1935/36

### Nationalmannschaft
- Zentralamerikanischer Meister: 1935, 1938[2]